# 宮田寿奈
宮田 寿奈（みやた じゅな、5月10日）は、日本のアーティスト、声優。兵庫県神戸市出身。現在はフリー。
愛称はみやじゅな。

## 来歴
2000年、神谷明のワークショップに参加したのち、司会やナレーションの仕事を始める。

## 人物
幼少期からピアノと器械体操、新体操を習い始める。
中学入学と同時にピアノと新体操に打ち込みはじめ、この頃からアニメにハマり始める。
学生時代はダンス部と演劇部をかけもちし、中・高私立一貫校だったためダンス部に6年間在籍。
しかし、中・高と壮絶ないじめにあい、高校3年生の半年はあまり登校せずに家で勉強していた。
大学では幼児教育学科に進学し、ここで軽音ハワイアン部に所属。ピアノ以外の楽器に触れ、またボーカルを担当する。
関西の大会では準優勝するが、この日に実習先でインフルエンザにかかり、ステージに立つことができずにいたが後日リベンジを果たす。
大学卒業時に保育士と幼稚園教諭の資格も取得。
コスプレにも目覚めコスプレイヤーとしても活動。雑誌にも掲載されたことがある。
卒業後は就職しつつ、以前からの夢であった、声優の専門学校に通う。その後縁があり、アニメーション神戸に係わり、司会やナレーション、ライブなどの活動を始める。
大阪にあるミュージカルスクールSTAGE21 にも1年在籍。
声優活動をしていくうちに、ライブで歌うことが多くなり歌がやりたいと気づき朗読などを取り入れた、ライブ活動を開始する。
バースデーワンマンを数回開催、対バンライブなどに出演。東京に戻ってきてからはラジオなどにも出演している。
| スタブアイコン | サブスタブ | この項目は、まだ閲覧者の調べものの参照としては役立たない、声優（ナレーターを含む）に関連した書きかけの項目です。この項目を加筆・訂正などしてくださる協力者を求めています（P:アニメ/PJ:芸能人）。 |